# جانجاه
جانجاه هو فيلم تلفزي مغربي من إخراج حسن غنجة سنة 2008، وبطولة كل من عبد الله العمراني، يونس ميكري، أسماء الحضرمي، عبد الرحيم المنياري، كمال كاظمي، وآخرون.
الفيلم مقتبس عن رواية «القديسة جانجاه» للمؤلف المغربي ميلودي الحمدوشي، وكتب السيناريو والحوار عبد الإله الحمدوشي.

## القصة
لطالما حلمت (جانجاه) بأن تكون بطلة في مجال السينما، ولأن المرأة تثق زيادة في قدراتها التمثيلية فقد صارت مغرورة جدا ومتكبرة، توسط لها أحد أصدقائها لتشارك في أحد الأفلام، لكن المشاركة باءت بالفشل. بعد سنة من ذلك تم العثور على جثة زوج (جانجاه) مدفونة في حديقة المنزل بطنجة، وقد تزامن هذا مع حدث اختفاء (جانجاه) عن الأنظار كليا. هذا الأمر دفع برجال الشرطة إلى صياغة فرضية بوليسية مفادها أن (جانجاه) قتلت زوجها ثم هربت.
وبذلك سيتحرك مسار التحقيق على طريق البحث عن (جانجاه)، لإلقاء القبض عليها وتقديمها للعدالة.